# Parc national Quttinirpaaq
Vous lisez un « bon article » labellisé en 2010.
Le parc national Quttinirpaaq (en inuktitut : ᖁᑦᑎᓂᕐᐹᖅ, prononciation : /qutːiniɢpaːq/) est un parc national du Canada situé au Nunavut, sur l'île d'Ellesmere. Il est, dans le monde, le deuxième parc national le plus septentrional après celui du Nord-Est-du-Groenland. Son nom signifie « Toit du monde » en inuktitut.
Avec ses 37 775 km2, le parc national Quttinirpaaq est le second parc national canadien par sa superficie, après Wood Buffalo. Il est situé dans l'extrême Arctique et est recouvert au tiers par des calottes glaciaires. Le climat y est rude et les êtres vivants rares, mais il possède néanmoins une oasis de vie autour du lac Hazen. Depuis environ 4 500 ans, il a été habité sporadiquement par les Inuits et par les peuples qui les ont précédés, et il présente plusieurs sites archéologiques très bien préservés. Au XIXe siècle, les expéditions polaires de George Nares, d'Adolphus Greely et de Robert Peary établissent un camp de base dans une zone qui fait dorénavant partie du parc. Durant la guerre froide, le Canada fait construire trois camps de recherche qui sont encore utilisés de nos jours. Le parc est visité annuellement par environ 200 visiteurs et est administré par l'agence Parcs Canada.

## Géographie

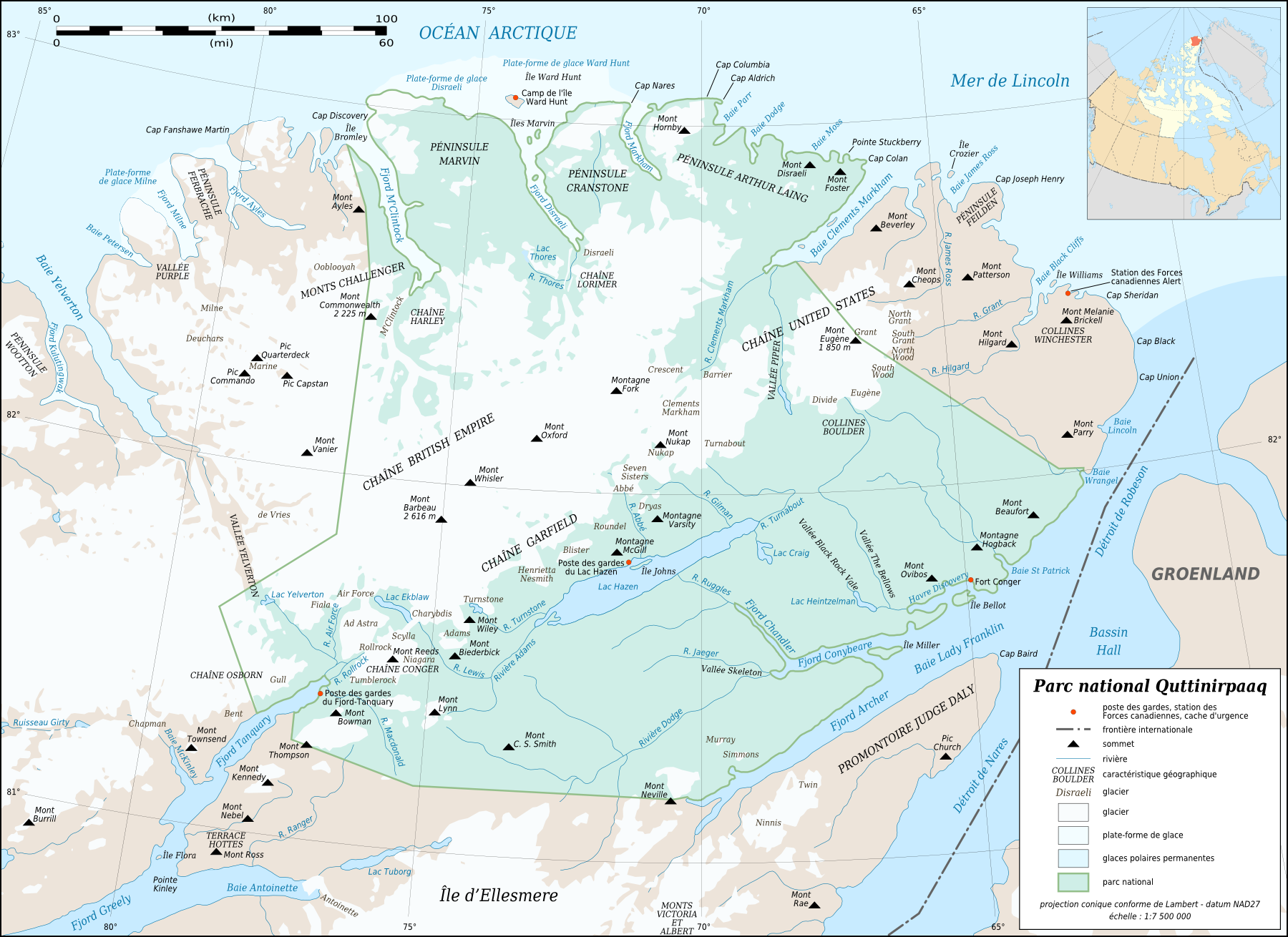
Carte du parc

Le parc est situé dans le Nord de l'île d'Ellesmere, au sein de la région de Qikiqtaaluk, à environ 2 000 km au nord de Iqaluit. Il comprend les monts Grant Land, la vallée du lac Hazen ainsi que le plateau Hazen. Avec ses 37 775 km2, il s'agit du second plus vaste parc national du Canada après Wood Buffalo. Le parc ne recouvre néanmoins que 19 % de la superficie l'île. De cette superficie, 2 342 km2 sont situés en milieu marin.

### Relief

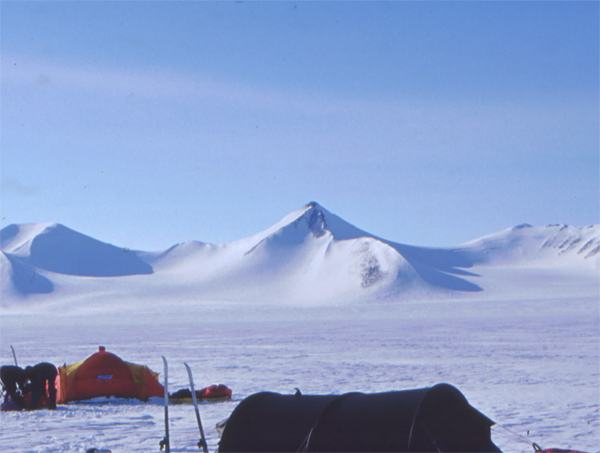
Mont Barbeau.

Le parc est situé dans la cordillère Arctique, une chaîne de montagnes qui s'étend du Nord de l'île d'Ellesmere aux monts Torngat, sur la frontière entre le Québec et le Labrador. Il se divise en trois régions. À l'extrême nord-ouest, on retrouve les monts Grant Land, qui recouvrent 65 % de sa superficie et comprennent de nombreuses chaînes de montagnes alignées du nord-est au sud-ouest, à savoir la chaîne Osborn, la chaîne Garfield, la chaîne United States, la chaîne British Empire et finalement les monts Challenger. Le mont Barbeau, qui culmine à 2 616 m d'altitude, le plus haut sommet de la cordillère et du territoire, se trouve au sein de la chaîne British Empire. À partir d'une altitude de 1 100 m, cette partie du parc est recouverte par des calottes glaciaires.

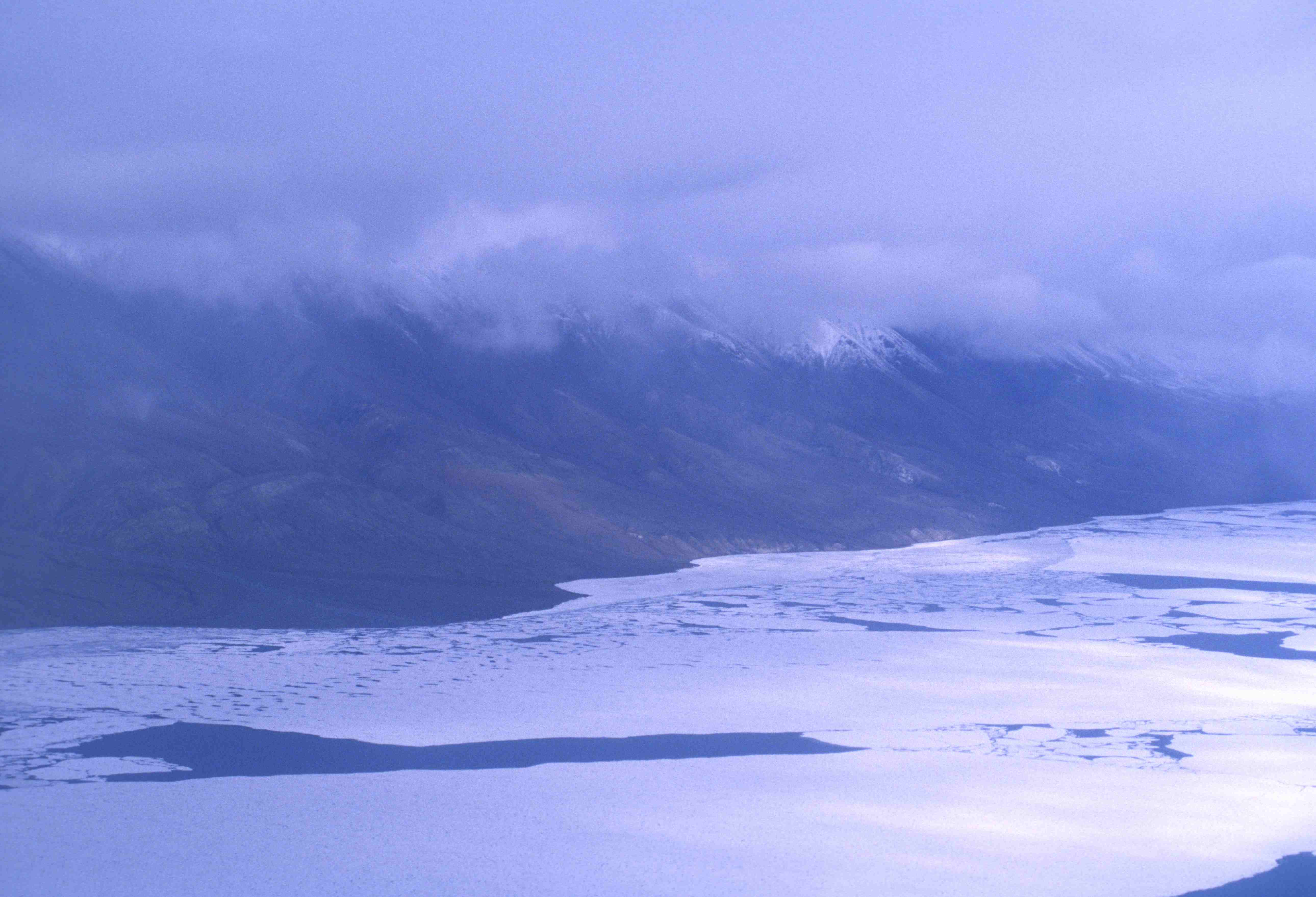
Lac Hazen.

La seconde partie est le bassin du lac Hazen, qui couvre 3 500 km2. C'est la région la plus basse du parc avec une altitude ne dépassant pas 300 m. Au centre du bassin, on retrouve le lac Hazen, qui a une superficie de 540 km2, situé à une altitude de 159 m.
Finalement, au sud, on rencontre le plateau Hazen, qui occupe 9 250 km2. L'altitude de celui-ci va de 300 m près du lac Hazen à 1 300 m au fond du fjord Archer et à 800 m près du passage Robeson. La partie sud du plateau est découpée par d'imposantes vallées glaciaires. La grande majorité du plateau est libre de glace, à l'exception de deux calottes glaciaires situées aux points les plus élevés au sud-est.

### Géologie
Les roches du parc ont été soulevées lors de l'orogenèse d'Ellesmere, entre le Dévonien et le Carbonifère, au cours d'un épisode tectonique ayant formé la région tectonique innuitienne, ceinture de roches déformées qui se situe entre l'île Prince Patrick, au nord du Groenland, et la marge de l'océan Arctique. L'origine de ces roches varie entre l'ère précambrienne, soit plus de 542 millions d'années avant le présent, et la période paléogène, qui s'étend entre 65 et 23 millions d'années. Elles sont composées de roches sédimentaires, volcaniques, métamorphiques et intrusives.

### Hydrographie
Malgré les très faibles précipitations, le parc possède de nombreuses rivières. Les lacs sont cependant rares, du fait du relief accidenté. L'un des principaux attraits de l'aire protégée est le lac Hazen, qui est le troisième lac le plus vaste du cercle Arctique, ainsi que le plus volumineux. Ce lac, qui est situé à une altitude de 159 m, a une superficie de 540 km2 et une profondeur d'au moins 260 m. Étendue d'eau douce, il est peuplé d'ombles chevaliers, seul poisson du lac.

### Glaciers et barrière de glaces

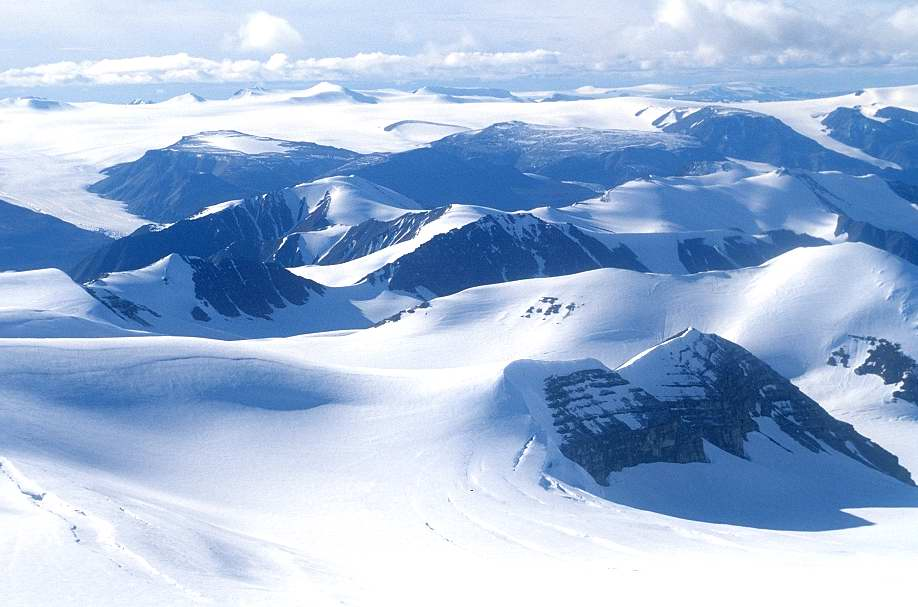
Calotte glaciaire et nunataks sur la chaîne Osborn.

Les glaciers et calottes glaciaires recouvrent 36 % du parc national Quttinirpaaq. Leur épaisseur peut atteindre 900 m, et ils sont surplombés par quelques nunataks de plus de 2 500 m de hauteur. L'alimentation du lac provient principalement de la fonte des glaciers.
À l'ouest du parc, on retrouve de nombreuses barrières de glace qui résultent du démantèlement de la barrière d'Ellesmere au cours du XXe siècle en six ensembles distincts. On estime que plus de 90 % de cette barrière a fondu au cours du dernier siècle. En 2002, la barrière de Ward Hunt, la plus grande de l'Arctique, se fissure, ce qui vidange un lac épiplateforme de 3 milliards de m3 d'eau douce dans l'océan Arctique. Ce lac renfermait un écosystème arctique rare, qui disparaît avant d'avoir pu être étudié. Un morceau de 8 km2 de glace se détache de cette barrière en 2008.

### Climat
Le climat du parc est polaire. Les étés y sont courts et frais, les hivers longs froids et secs. La température y est de −30 °C en hiver et de 2 °C en été. La région reçoit à peu près la même quantité de précipitations que le Sahara. Le parc étant situé au-delà du cercle polaire Arctique, il subit la nuit polaire du mois de novembre à celui de février, et bénéficie du jour polaire de mai à août.
| Mois                              | jan.  | fév.  | mars  | avril | mai   | juin | jui. | août | sep.  | oct.  | nov.  | déc.  |
| --------------------------------- | ----- | ----- | ----- | ----- | ----- | ---- | ---- | ---- | ----- | ----- | ----- | ----- |
| Température minimale moyenne (°C) | −35,9 | −37   | −36,1 | −28,2 | −14,9 | −3,2 | 0,7  | −1,8 | −12,2 | −22,8 | −30   | −33,7 |
| Température moyenne (°C)          | −32,4 | −33,4 | −32,4 | −24,4 | −11,8 | −0,8 | 3,3  | 0,8  | −9,2  | −19,4 | −26,4 | −30,1 |
| Température maximale moyenne (°C) | −28,8 | −29,8 | −28,7 | −20,5 | −8,7  | 1,6  | 5,9  | 3,3  | −6    | −15,8 | −22,8 | −26,4 |
| Précipitations (mm)               | 6,8   | 6,3   | 7     | 10,3  | 11    | 11,1 | 27,8 | 21,2 | 23,4  | 12,3  | 9,7   | 6,8   |
| dont neige (cm)                   | 8,5   | 7,5   | 8,1   | 11,7  | 16,6  | 12,3 | 17,3 | 18   | 33,6  | 18    | 13,1  | 8,7   |

## Histoire
Bien que situé dans l'extrême Arctique et donc dans un milieu qui semble inhospitalier, le territoire du parc a quand même été occupé à plusieurs occasions. La première culture est celle des Paléo-Esquimaux de la tradition Indépendance I, qui occupent le territoire entre 2 500 et 1 000 ans av. J.-C. Ils subsistent grâce à la chasse aux caribous et aux bœufs musqués. Le site de Rivendell, situé au nord du lac Hazen, présente la transition entre les cultures Indépendance I et II au Xe siècle av. J.-C..
Les Paléo-Esquimaux de la tradition Indépendance II occupent ensuite le territoire entre 1 000 ans et 500 ans av. J.-C.. Puis vient la culture Dorset, que l'on situe entre 700 ap. J.-C. et 1300. La culture Thulé lui succède et ses membres, contrairement aux Dorsetiens, optent pour la chasse à la baleine et aux autres mammifères marins. Ils sont aussi linguistiquement et physiquement distincts des peuples qui les ont précédés. Ils abandonnent la région à la suite du refroidissement du petit âge glaciaire. Ils sont les ancêtres des Inuits actuels.

### Expéditions polaires

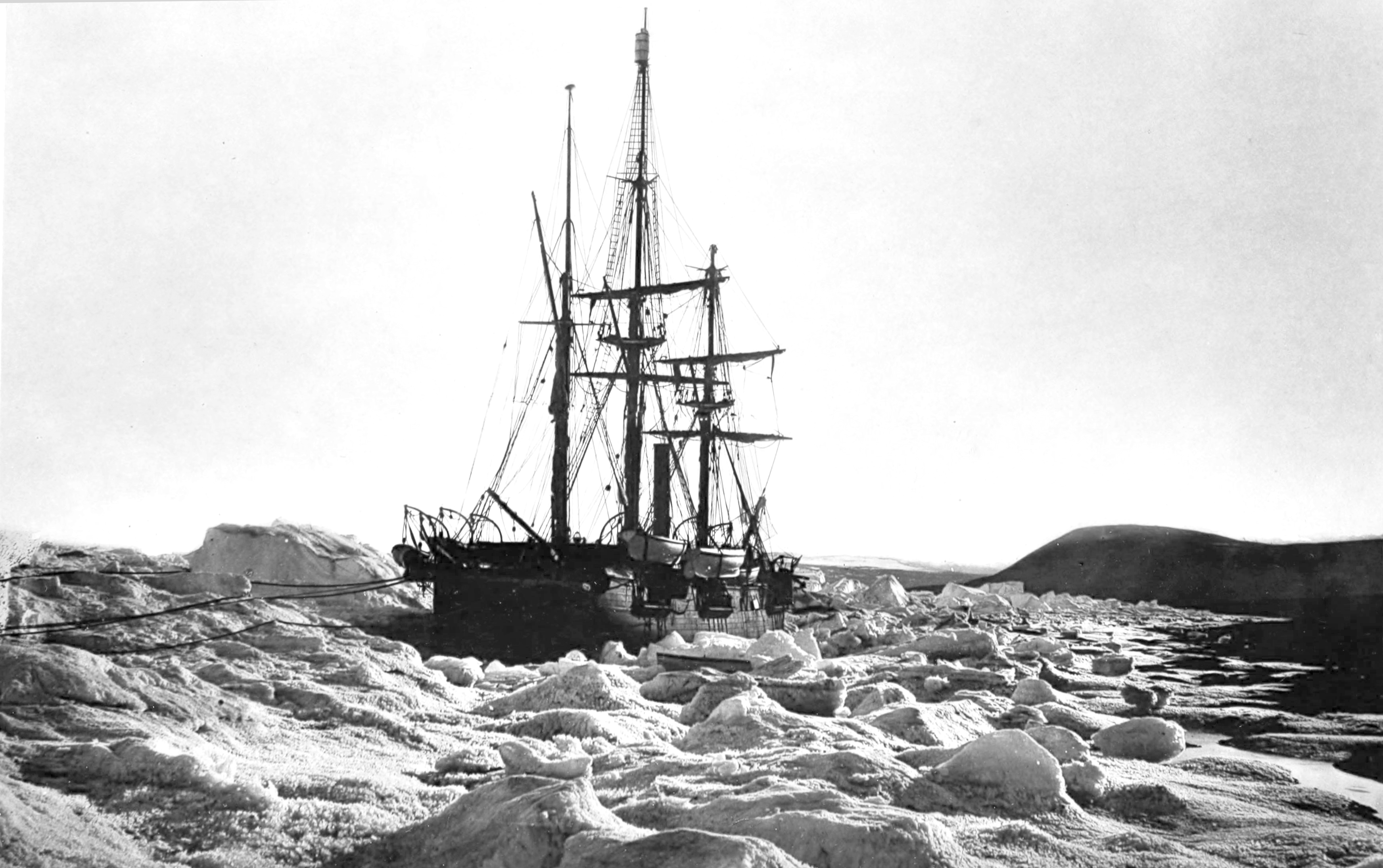
Le dans les glaces en 1876.

Il faut attendre 1875 pour que le territoire du parc accueille ses premiers visiteurs européens. Les membres de l'expédition Arctique britannique de George Nares hivernent dans ce territoire avec leurs deux navires, le HMS Discovery dans la baie Lady Franklin et le HMS Alert dans l'océan Arctique, à 160 km plus au nord. Ils explorent la région au printemps 1876, mais ils sont contraints d'abandonner l'expédition, car l'équipage contracte le scorbut.
En 1881, Adolphus Greely organise l'expédition de la baie Lady Franklin et construit le fort Conger sur le même site que les explorateurs britanniques. L'entreprise est cependant mal adaptée au climat et, faute de ravitaillement en 1882 et 1883, ils abandonnent les lieux pour s'échouer sur l'île Pim, sur la côte est de l'île d'Ellesmere. Seuls sept des vingt-six membres de l'expédition survivent.
En 1899, Robert Peary utilise le fort Conger comme camp de base pour ses expéditions vers le pôle Nord. Aidé de chasseurs inuits de l'Ouest du Groenland, il est beaucoup mieux préparé aux rigueurs du climat. Il va même jusqu'à chasser plutôt que de dépendre du simple ravitaillement. Il adapte le fort pour le rendre plus fonctionnel et s'en sert pour ses expéditions 1900-1901, 1905-1906 et 1908-1909. L'édifice sert ensuite de refuge pour diverses expéditions américaines, norvégiennes, danoises et britanno-canadiennes en 1915, 1920, 1921 et 1935. Les bâtiments du fort Conger ont été classés « édifices fédéraux du patrimoine » en 1991.

### Époque moderne

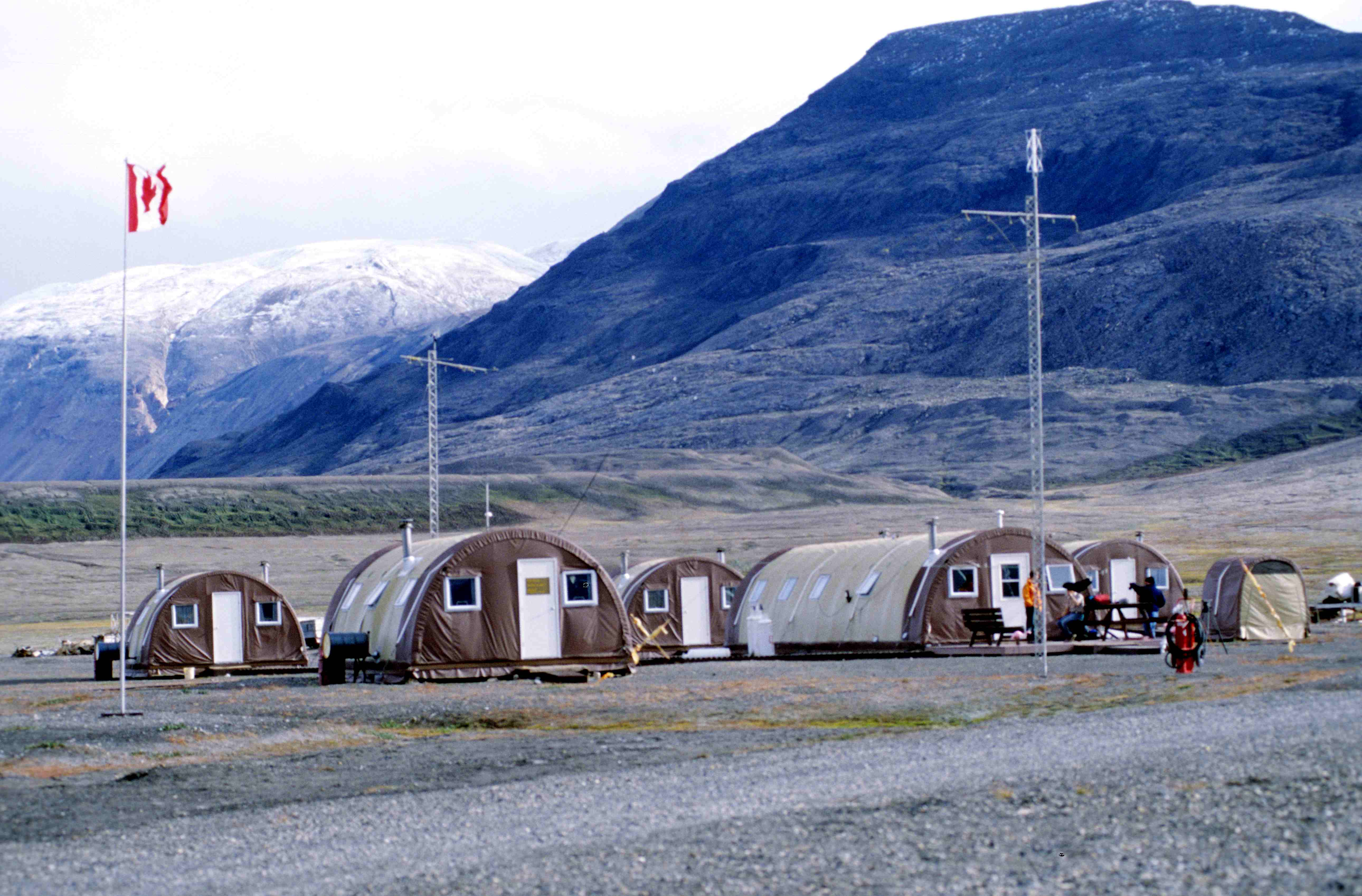
Camp du fjord Tanquary.

À partir des années 1950, le gouvernement du Canada décide de consolider sa souveraineté sur l'archipel arctique canadien. Il ouvre sur l'île la station météorologique d'Eureka et la station des Forces canadiennes Alert, ainsi que trois camps du Conseil de recherches pour la défense, les camps de l'île Ward Hunt, du lac Hazen et du fjord Tanquary. Ces trois camps servent à la recherche scientifique et militaire de 1953 à 1974 et permettent d'acquérir de nombreuses connaissances sur les écosystèmes de l'extrême Arctique. Ils sont encore en usage de nos jours et servent de postes de garde pour le parc national.
C'est en 1978 que la création d'un parc national dans le Nord de l'île d'Ellesmere est suggérée pour la première fois. Le 16 septembre 1988, une modification de la « loi sur les parcs nationaux » permet la création de la « réserve de parc national de l'Île-d'Ellesmere ». Son statut de « réserve à vocation de parc national » provient du fait que les négociations avec les Inuits sont alors toujours en cours. L'accord visant la création du Nunavut est signé le 25 mai 1993 à Iqaluit, dans les Territoires du Nord-Ouest. La création du territoire a lieu en 1999, ce qui permet la conversion en parc national. La réserve change de statut et de nom le 19 février 2001 pour devenir le « parc national Quttinirpaaq ». En 2004, il est inscrit sur la liste indicative du patrimoine mondial.

## Milieu naturel

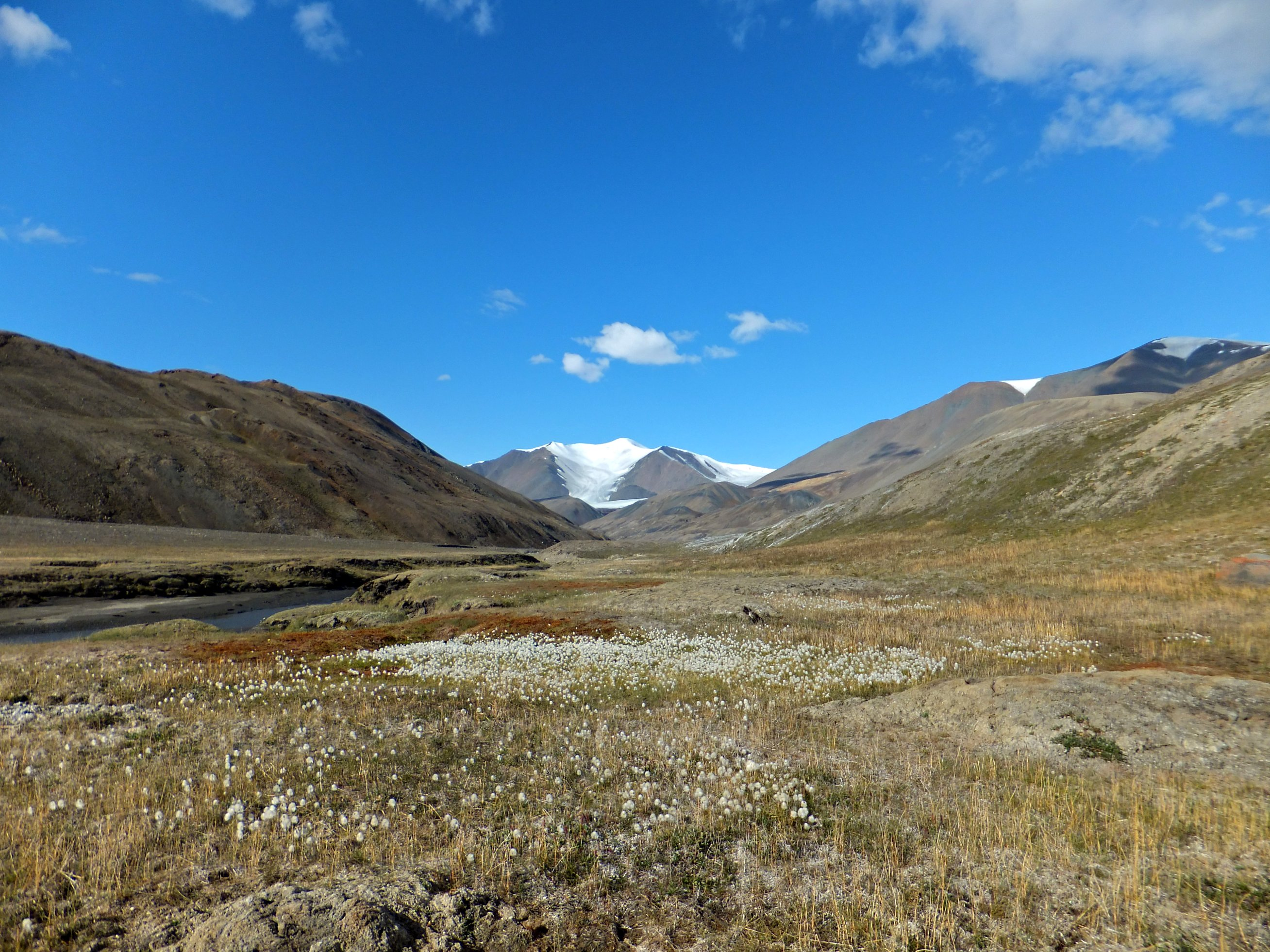
Vallée de la rivière Very

Vu sa taille, le parc se retrouve dans deux écorégions de niveaux III de la commission de coopération environnementale. La première, celle des calottes glaciaires Ellesmere et Devon comprend sa partie haute, située à plus de 1 000 m d'altitude ; elle fait partie de l'écozone de la cordillère Arctique. La seconde écorégion, la chaîne Ellesmere et collines Eureka, comprend les régions basses du parc ; elle fait partie de l'écozone de la toundra.
On trouve dans le parc national quatre espèces qui sont sur les listes du Comité sur la situation des espèces en péril au Canada. La seule espèce en voie de disparition est le caribou de Peary (Rangifer tarandus pearyi), une sous-espèce du caribou. Le bryum de Porsild (Mielichhoferia macrocarpa), une mousse, est quant à lui considéré comme menacé. Le statut de l'ours blanc (Ursus maritimus) et du narval (Monodon monoceros) est estimé préoccupant.

### Flore
Les faibles précipitations dans le parc, la courte saison végétative, la présence d'un pergélisol et de calottes glaciaires rendent le paysage désertique. On y trouve tout de même 154 espèces de plantes vasculaires, 44 espèces de lichens et 193 espèces de mousses et hépatiques. Le pavot arctique (Papaver radicatum) et la saxifrage à feuilles opposées (Saxifraga oppositifolia) sont les plantes les plus abondantes dans les prés, situés dans les basses terres du lac Hazen, du fjord Tanquary et de la baie Lady Franklin. On y trouve aussi le saule arctique (Salix arctica), qui est la plante la plus haute du parc, bien qu'elle pousse au ras du sol.

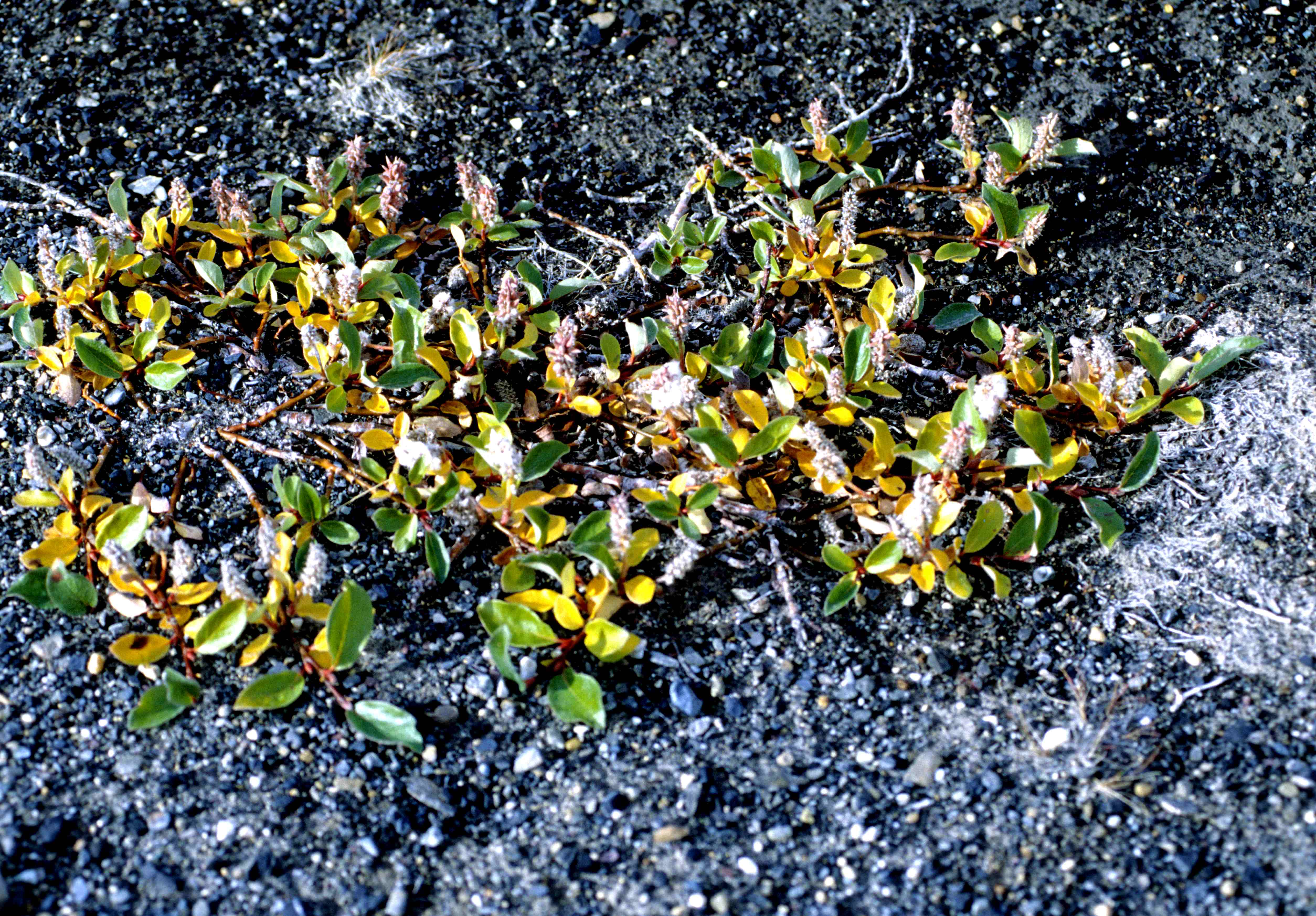
Saule arctique.
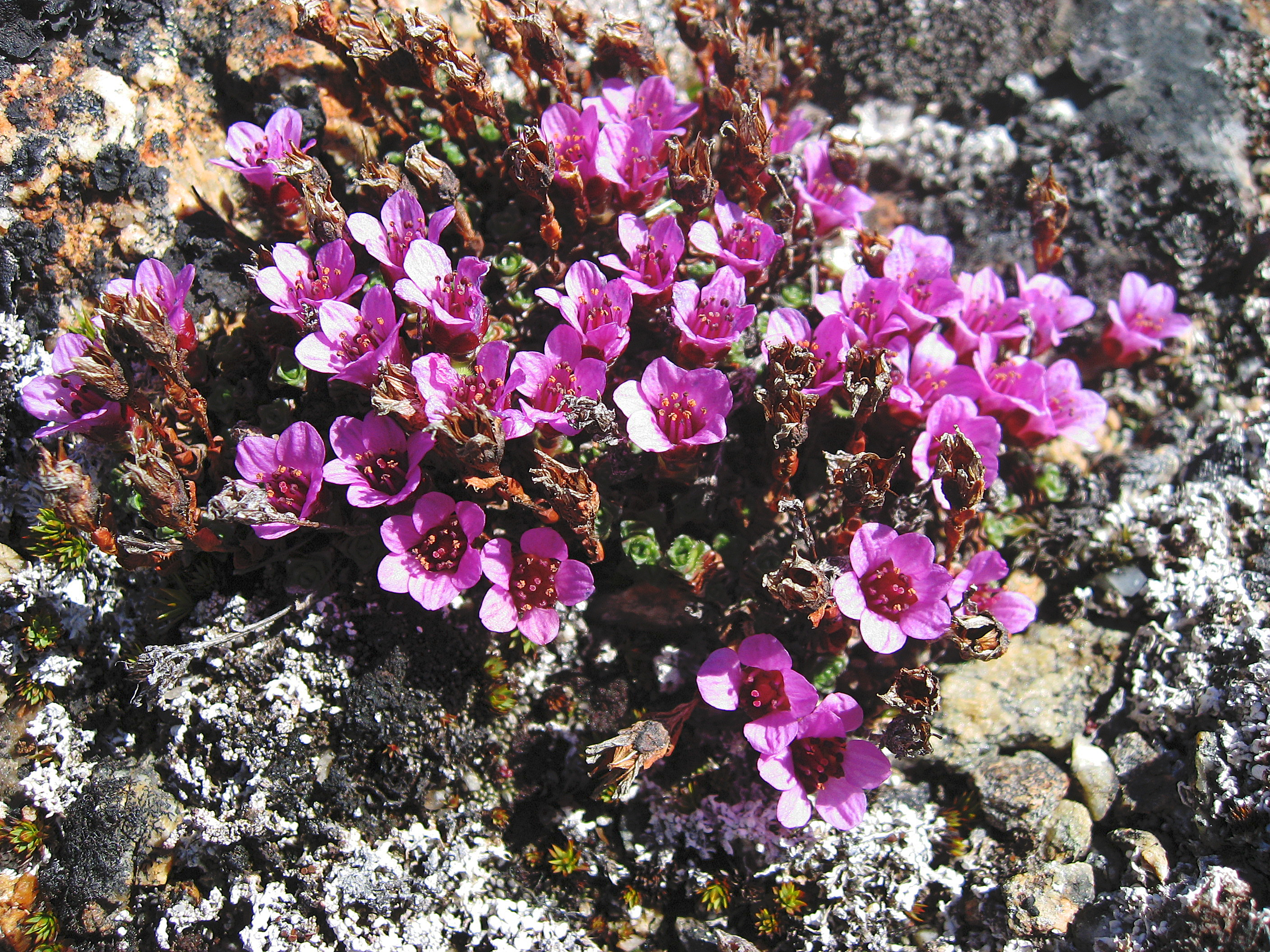
Saxifrage à feuilles opposées.
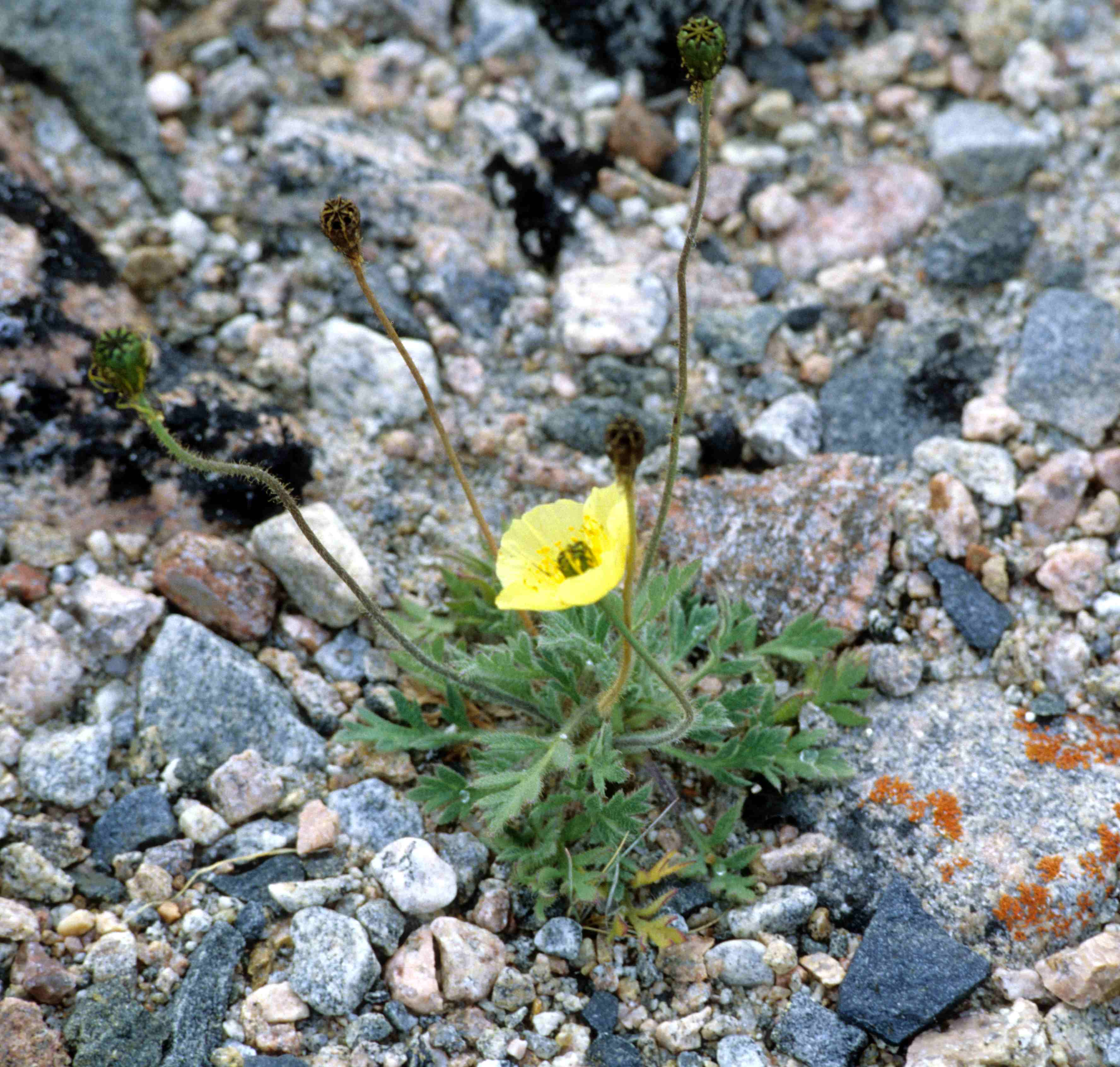
Pavot arctique.

### Faune
Le parc sert d'habitat à quelques espèces de mammifères. Parmi les ongulés, on trouve le caribou (Rangifer tarandus) et le bœuf musqué (Ovibos moschatus). Les carnivores du parc sont l'ours blanc (Ursus maritimus), le loup (Canus lupus), le renard arctique (Vulpes lagopus) et l'hermine (Mustela erminea). Les petits mammifères sont essentiellement représentés par le lièvre arctique (Lepus arcticus) et le lemming variable (Dicrostonyx groenlandicus). Les mammifères marins qui fréquentent le parc sont le narval (Monodon monoceros), le béluga (Delphinapterus leucas), la baleine boréale (Balaena mysticetus), l'épaulard (Orcinus orca), le phoque annelé (Pusa hispida), le phoque barbu (Erignathus barbatus), le phoque du Groenland (Pagophilus groenlandicus), le phoque commun (Phoca vitulina), le phoque à capuchon (Cystophora cristata) et le morse (Odobenus rosmarus).

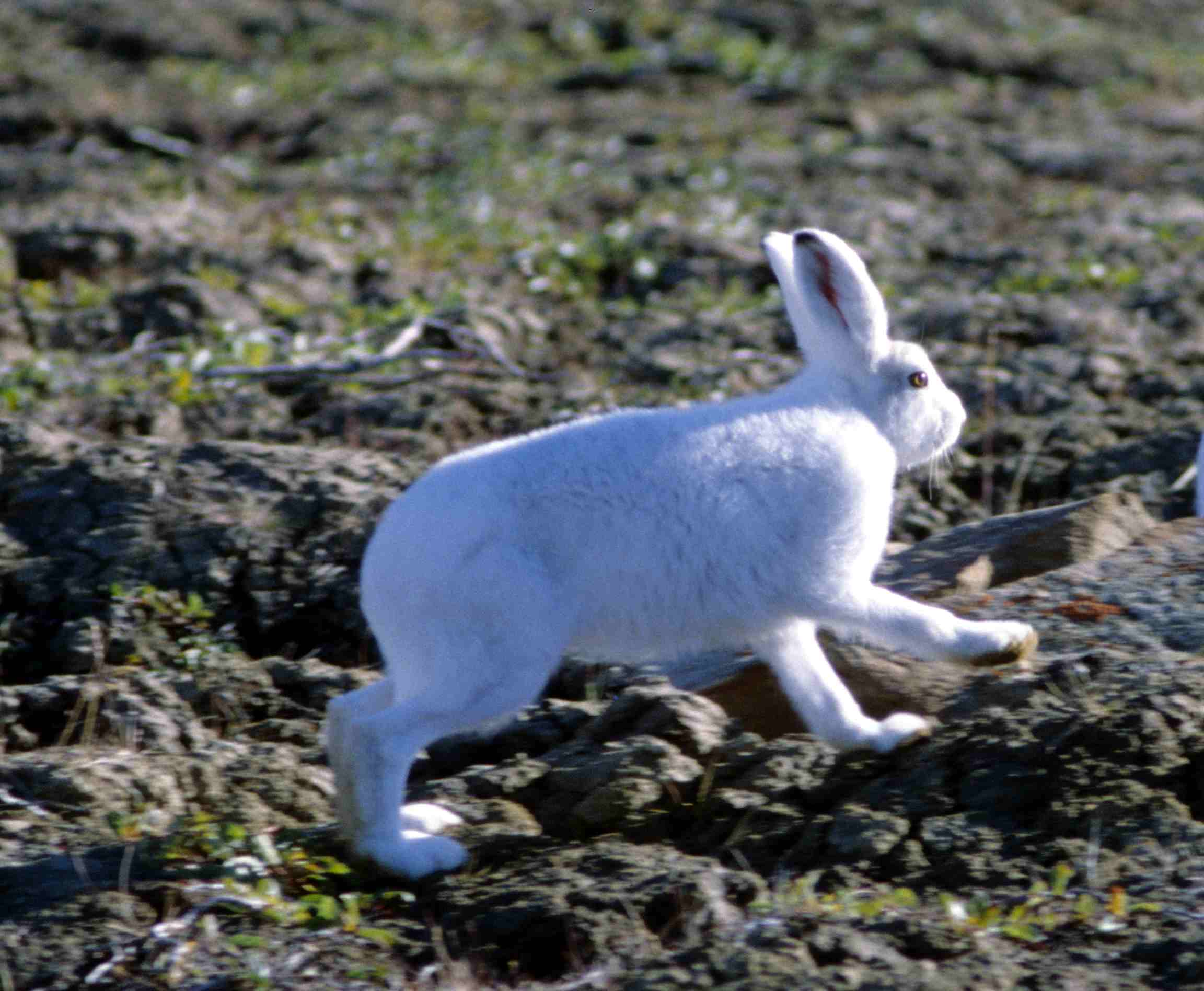
Lièvre arctique.
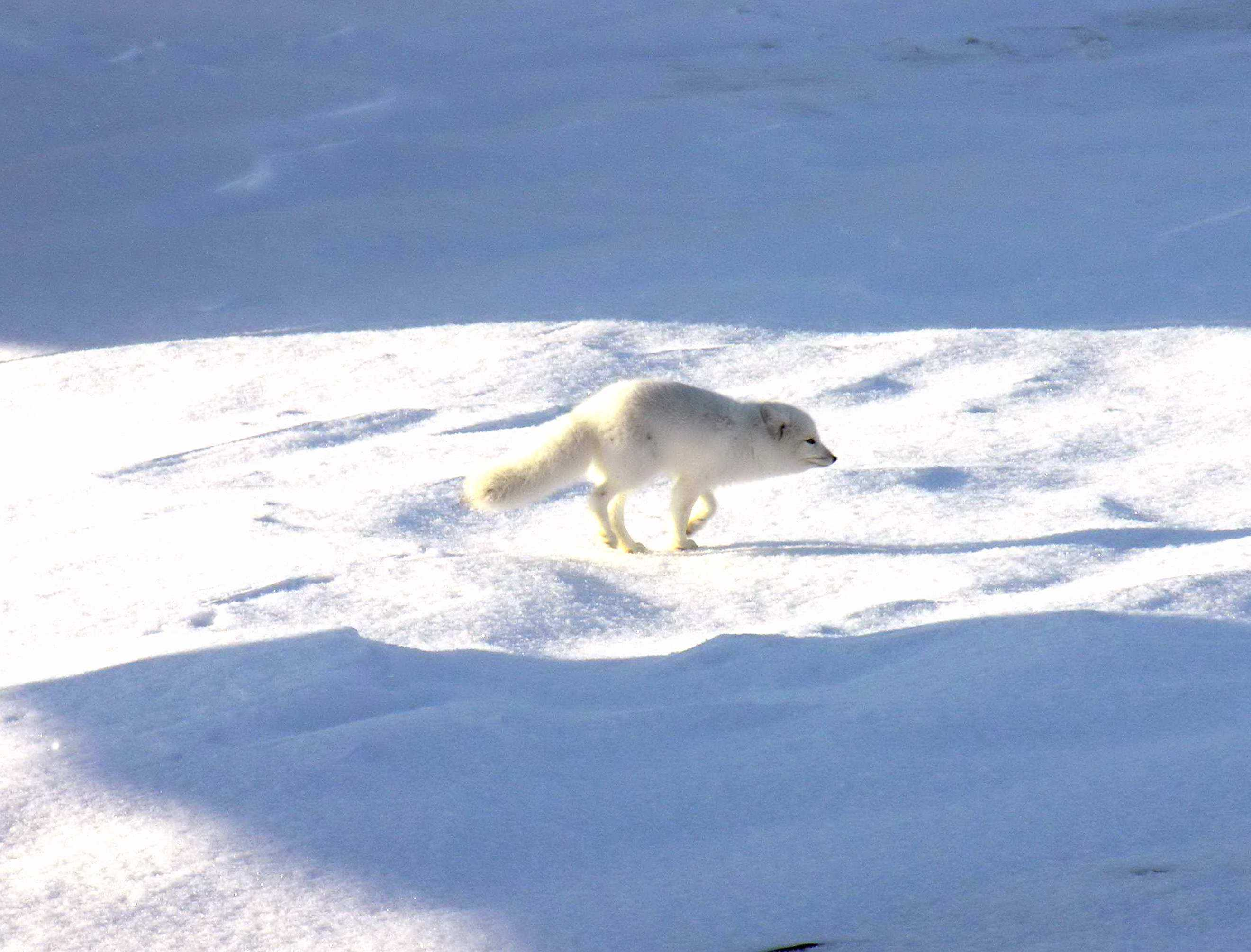
Renard arctique.
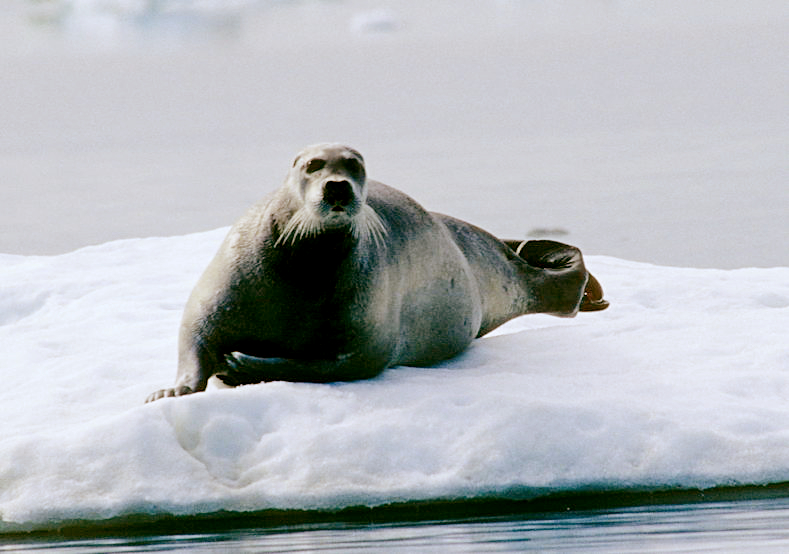
Phoque barbu.
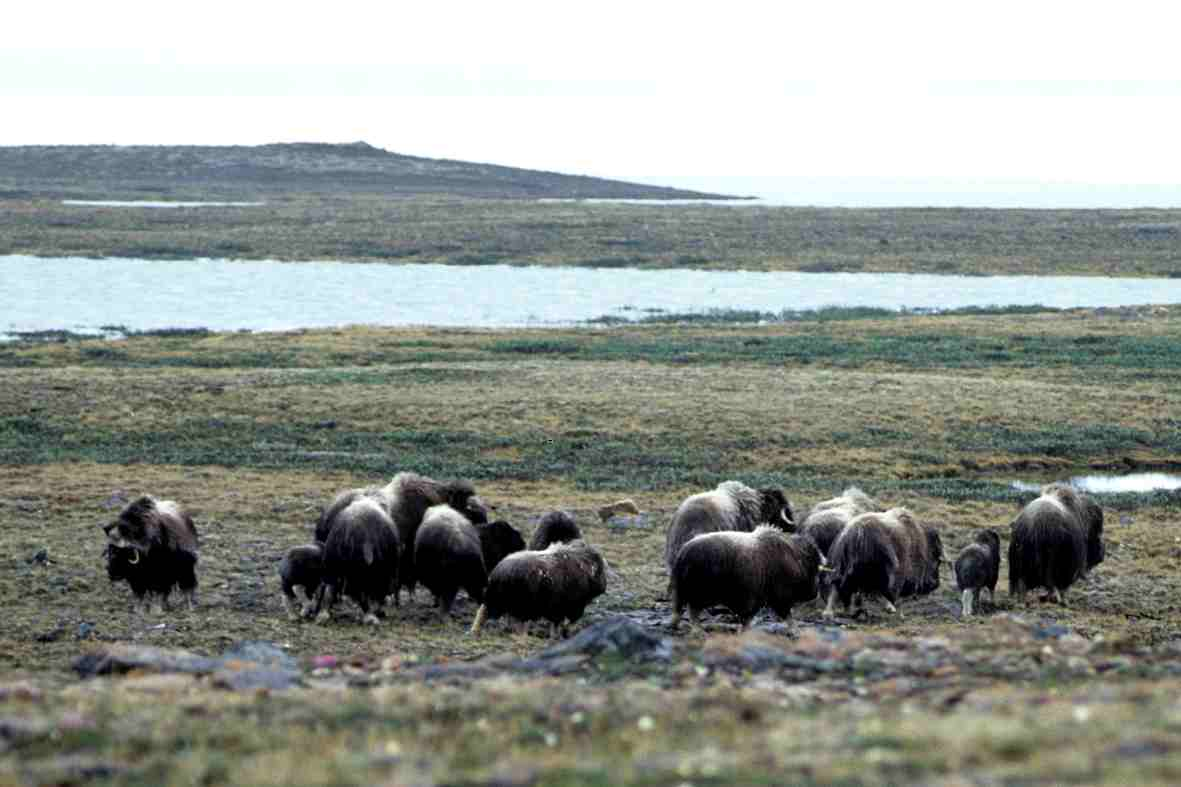
Bœufs musqués.

Seulement 34 espèces d'oiseaux ont fait l'objet d'observations confirmées, mais seulement 21 de ces espèces y nichent. Parmi celles-ci, on trouve près des rivages le labbe à longue queue (Stercorarius longicaudus), la sterne arctique (Sterne paradisaea), le tournepierre à collier (Arenaria interpres), le bécasseau maubèche (Calidris canutus), le bécasseau de Baird (Calidris bairdii), le bécasseau violet (Calidris maritime), le bécasseau sanderling (Crocethia alba), le pluvier grand-gravelot (Claradrius hiaticula), le Phalarope à bec large (Phalaropus fulicarus), le plongeon catmarin (Gavia stellata), l'oie des neiges (Chen caerulescens), la bernache cravant (Branta bernicla), le harelde kakawi (Clangula hyemalis), l'eider à tête grise (Somateria spectabilis), le guillemot à miroir (Cepphus grille), le mergule nain (Alle alle), le guillemot de Brünnich (Uria lomvia), le goéland bourgmestre (Larus hyperboreus), le goéland arctique (Larus glaucoides), la mouette blanche (Pagophila eburnean), la mouette de Sabine (Xema sabini), la mouette tridactyle (Rissa tridactyla) et le fulmar boréal (Fulmaris glacialis). Le lagopède alpin (Lagopus mutus) est la seule espèce de gallinacés du parc. .Deux rapaces fréquentent le parc : le faucon gerfaut (Falco rusticolus) et le harfang des neiges (Bubo scandiacus). Enfin, on trouve parmi les passereaux le plectrophane des neiges (Plectrophenax nivalis), le plectrophane lapon (Calcarius lapponicus), le sizerin blanchâtre (Acanthis hornemanni), le traquet motteux (Oenanthe oenanthe) et le grand corbeau (Corvus corax) 

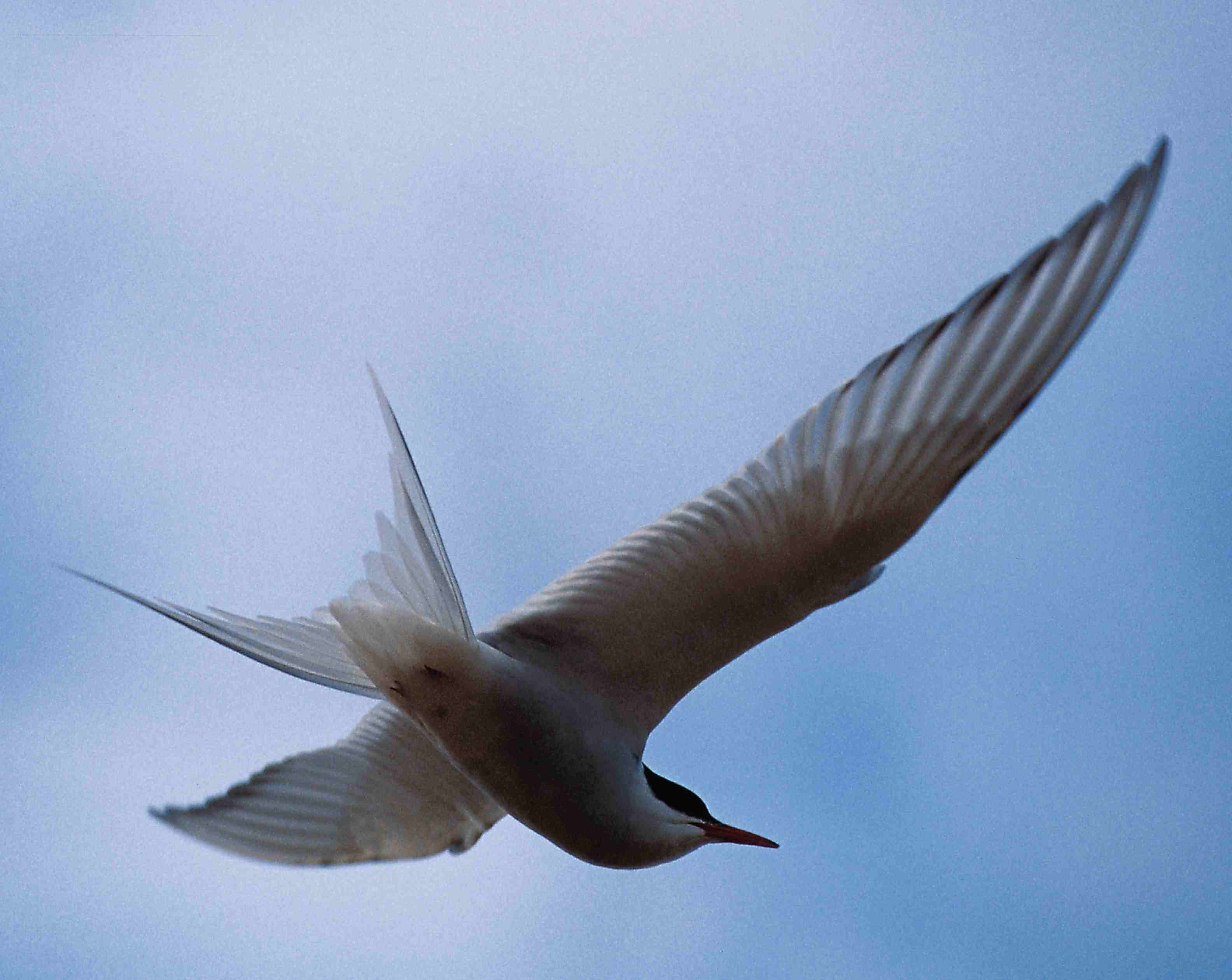
Sterne arctique.
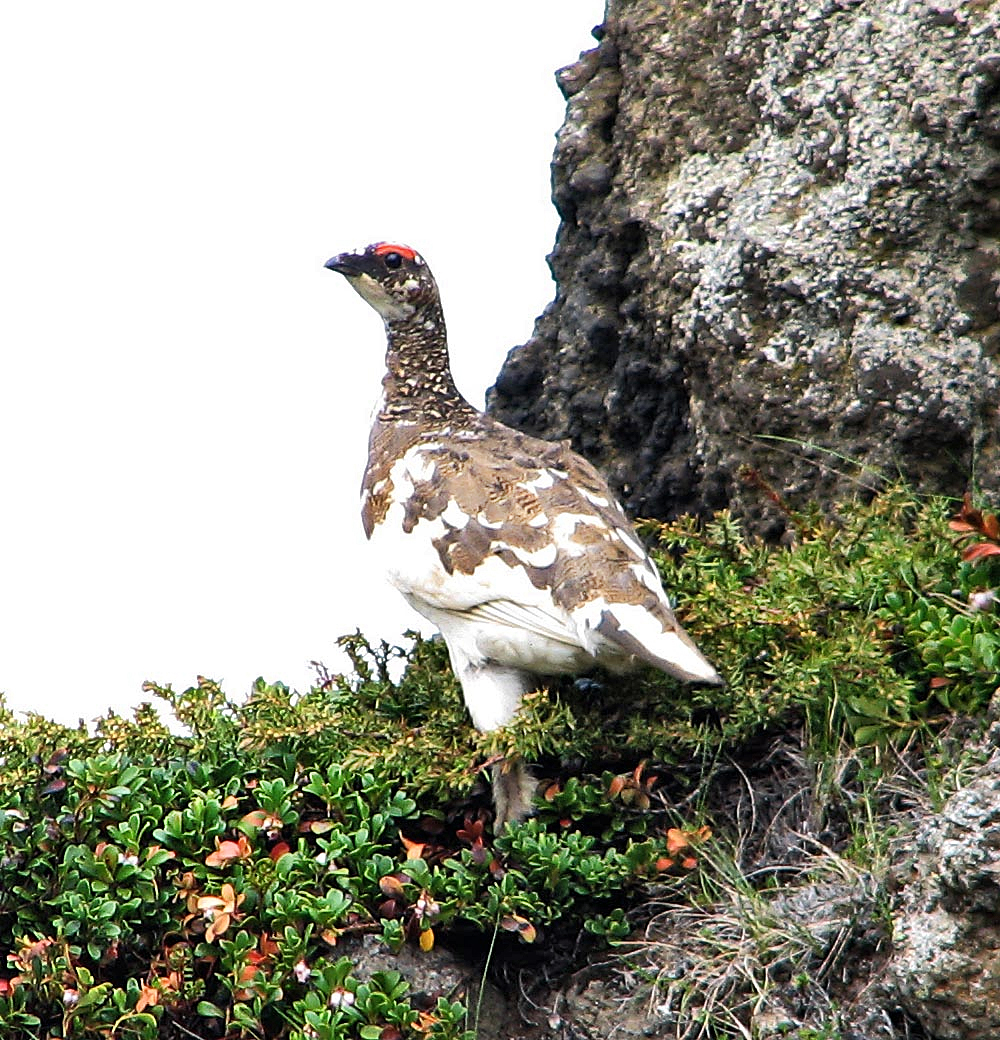
Lagopède alpin.
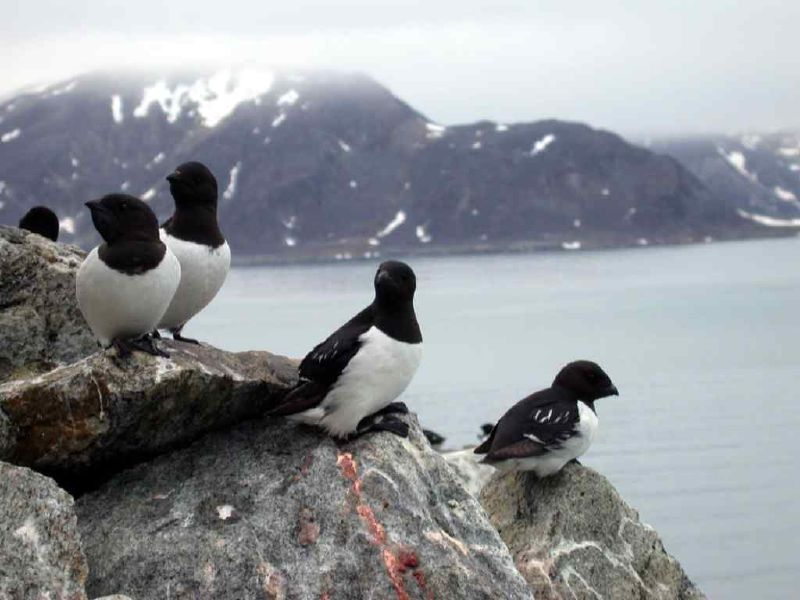
Mergule nain.
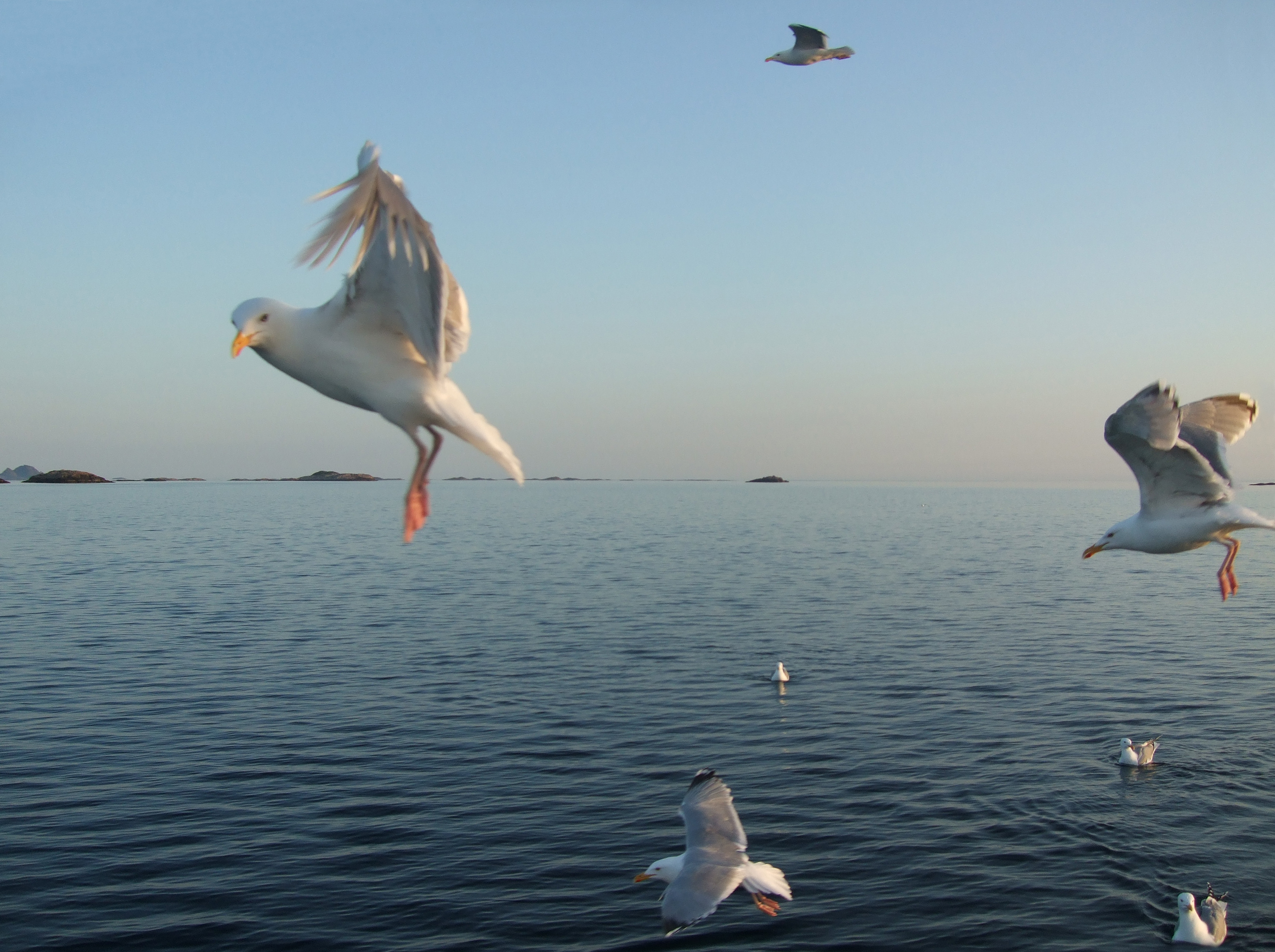
Goéland arctique.

La localisation nordique du parc fait en sorte que l'on ne trouve qu'une seule espèce de poisson d'eau douce, l'omble chevalier (Salvelinus alpinus). Il existe deux phénotypes chez ces poissons dans le lac Hazen, l'une plus grosse et cannibale, l'autre plus petite se nourrissant principalement de la faune benthique. Les recherches indiquent que les ombles ne seraient pas anadromes, ce qui serait en contradiction avec ce que pensent les Inuits, qui considèrent qu'ils se reproduisent dans l'océan.

## Gestion et administration
Le parc national Quttinirpaaq est administré à partir d'Iqaluit, la capitale du territoire, par Parcs Canada, une agence du ministère de l'Environnement. Pour l'année financière 2011-2012, l'agence dispose d'un budget de 696 millions de dollars pour gérer 42 parcs nationaux, 956 lieux historiques nationaux — dont 167 gérés directement par l'agence — et quatre aires marines nationales de conservation.
Créée en 1911 sous le nom de division des parcs du Dominion, l'agence Parcs Canada est le premier service de parcs nationaux à avoir été créé au monde. Depuis 1930, la Loi sur les parcs nationaux interdit l'exploration et l'exploitation minières ainsi que l'exploitation forestière dans les parcs. En 1970, Parcs Canada adopte un plan pour la création de nouveaux parcs nationaux basé sur la représentativité des caractéristiques physiques, biologiques et géographiques des 39 régions terrestres du Canada. Actuellement, 28 de ces 39 régions, soit 70 % du réseau, sont représentées par un parc national.

## Tourisme et infrastructures
Avec seulement 252 visiteurs en 2009-2010, le parc Quttinirpaaq est l'un des parcs nationaux les moins visités du Canada. Ceci est dû à son éloignement et au coût élevé des transports pour y accéder : il faut dépenser jusqu'à 30 000 $ CA pour louer un avion afin de faire l'aller-retour. Les visiteurs se divisent en deux groupes. Le plus important, qui atteint jusqu'à 150 visiteurs, est composé de croisiéristes qui visitent le fjord Tanquary. Le second groupe est composé d'excursionnistes aguerris qui font partie de groupes guidés. Le parc accueille la majorité de ses visiteurs aux mois de juillet et août.
Plusieurs équipes scientifiques, environ une dizaine chaque année, effectuent des recherches dans le parc. On peut aussi rencontrer des patrouilles militaires qui entretiennent les tours de communication.
Le parc est pauvre en infrastructures. On compte quatre pistes d'atterrissage au fjord Tanquary, au lac Hazen, au fort Conger et sur l'île Ward Hunt. Le parc possède aussi trois camps : au fjord Tanquary, au lac Hazen et sur l'île Ward Hunt. En plus de ces trois camps, il existe six caches d'urgence disséminées dans ses limites. Il n'y a pas de sentiers tracés et les administrateurs du parc invitent les visiteurs à se disperser pour éviter leur formation.